# Розмерзання партійних систем
Розмерзання партійних систем — явище, яке було помічене в 1970-х роках у партійних системах європейських держав і було пов'язане з дестабілізацією масових партій, а також з дестабілізацією виборчих коаліцій (слабшає зв'язок між соціальними групами та політичними партіями). Мова йде про мобільність виборчих голосів, їхнє легке пересування, в результаті чого підтримка електоратом стабільних партій видається достатньо «умовною» і набирає рис плинності, ріст тієї категорії виборців, які приймають рішення в останню фазу виборчої кампанії, поява так званих «голосів протесту», поява нових партій, що значно збільшує рівень фрагментації партійної системи й ускладнює процес коаліційних домовленостей. У багатьох партійних системах (наприклад данській, голландській чи бельгійській) зміна попередньої системи та ерозія виборчої поведінки були, між іншим, результатом появи нової категорії партій — т. зв. малих партій.